# 何文淵
何文淵（1385年—1457年），字巨川，号东园，又号钝庵，江西廣昌人。明朝官員、同進士出身，官至吏部尚書。

## 生平
永樂十六年（1418年），登進士，授監察御史，巡按山東、四川等地。洪熙年間，彈劾工部侍郎楊和等三百餘人。宣德五年，經都御史顧佐舉薦，進溫州府知府，有善政。后升刑部右侍郎。正統五年（1440年），賑災山東、南京等地。次年，因事連坐入獄，以疾病告辭。
景泰元年（1450年），代宗起用何文淵為吏部左侍郎，次年，升吏部尚書。景泰三年（1452年），加太子太保，后因貴州民變，被給事中林聰彈劾。
天順元年（1457年）四月十一日得疾，三日後驟逝。一說景泰三年何文淵曾參與擬改立太子之詔，明英宗發動奪門之變順利復位後，不久，又聽說廣東按察副使陳泰前來提問，最後何文淵畏罪自殺死，同謀黃𤣾與徐正被處以極刑，為此，朝廷還派人前來驗屍，確定是自殺。有子何喬新等。